# Jüdischer Friedhof (Štěnovice)
Koordinaten: 49° 40′ 25,9″ N, 13° 24′ 24,9″ O

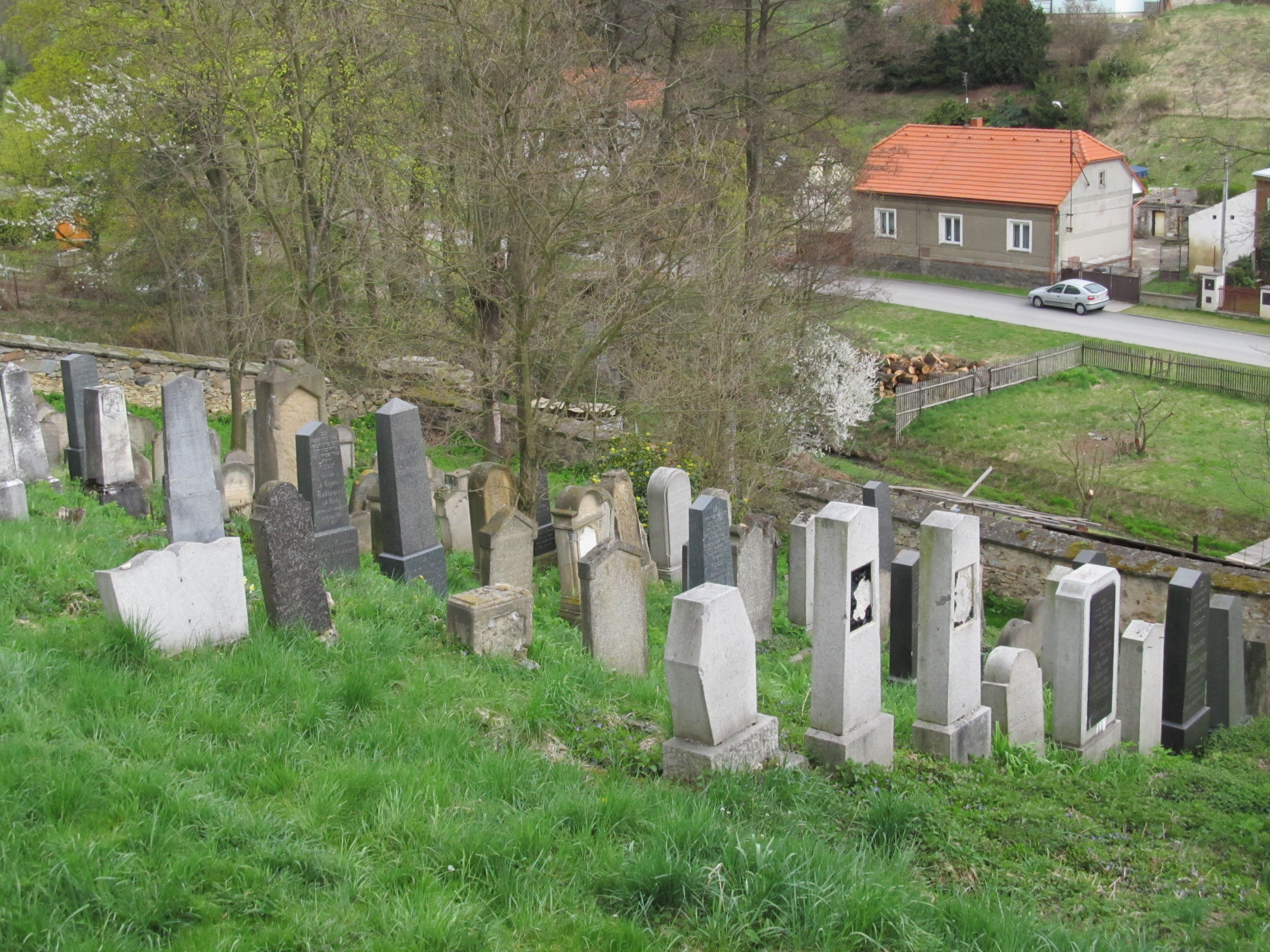
Jüdischer Friedhof in Štěnovice

Der Jüdische Friedhof in Štěnovice (deutsch Stienowitz, auch Stenowitz), einer Gemeinde im Okres Plzeň-jih in Tschechien, wurde Anfang des 19. Jahrhunderts angelegt. Der jüdische Friedhof ist ein geschütztes Kulturdenkmal.
Auf dem Friedhof befinden sich noch circa 160 Grabsteine. Der älteste Grabstein ist aus dem Jahr 1802.